# Међународне санитетске мисије Министарства одбране и Војске Србије
Међународне санитетске мисије МО и Војске Србије, су активнности специјално опремљених и обучених санитетских тимова у оквиру војног контингента Уједнињених нација ангажованог у мировним операцијама у кризним подручјима света, на основу одлуке Савета безбедности УН.

## Предуслови
Правни основ за доношење Одлуке о употреби Војске Србије и припадника санитетске службе у мултинационалним операцијама ван граница Републике Србије, садржан је у одредбиама:
- Члана 140. Устава Републике Србије — којим је прописано да се Војска Србије може употребити ван граница Републике Србије само по одлуци Народне скупштине Републике Србије
- Члана 7. Закона о употреби Војске Србије и других снага одбране у мултинационалним операцијама ван граница Републике Србије — којим је прописано да Народна скупштина доноси Одлуку о употреби Војске Србије и других снага одбране у мултинационалним операцијама ван граница Републике Србије.[1][2]

## Намена и задаци

### Задаци тима у Мултинационалној операцији УН у ДР Конго ()
Мултинационална операција Уједињених нација у Демократској Републици Конго (MONUC) успостављена је Резолуцијом Савета безбедности Уједињених нација број 1279 од 30. новембра 1999. године.
Од 1. јула 2010. године, у складу са Резолуцијом Савета безбедности Уједињених нација број 1925 од 28. маја 2010. године, мисија мења назив у MONUSCO. Мандат мисије се периодично продужава. У складу са Резолуцијом Савета безбедности Уједињених нација број 2463 од 29. марта 2019. године, мандат мисије MONUSCO продужен је до 20. октобра 2019. године.
Мандат мисије обухвата заштиту цивила, заштиту особља хуманитарних организација и организација за људска права и подршку властима Демократскe Републике Конго у стабилизацији стања и консолидацији мировних напора.
Санитетски тим у саставу Међународне мисије УН MONUSCO који се састоји се од два лекара и четири медицинска техничара) има задатак да образују два подтима са примарним задатком да врши санитетску евакуацију ваздушним путем повређених и оболелих из Киншасе и других делова ДР Конго у околне земље према одлуци УН.
Поред примарног задатка (санитетска евакуација ваздухопловима) тим врши и здравствено збрињавање припадника УН, локалног становништа и медицинско обезбеђење и евентуално збрињавање високих званичника и делагација у току њихове посете мисији УН и ДР Конго.

### Задаци тима у саставу мисије УНу Чаду
Српски санитетски тим ради у оквиру норвешке покретне болнице, која обезбеђује други ниво медицинске неге за око 7.500 хиљада чланова мисије MINURCAT и осталих агенција УН, који обухвата;
- пружање ургентних хируршких интервенција у циљу стабилизације пацијената и њихове припреме за даљу евакуацију
- пружање стручне помоћ локалним здравственим установама,
- рендген дијагностика,
- стоматолошко збриуњавање
- санитетско снабдевање боилнице и пацијената лековима из сопствене апотеке.

## Историја

### Мировна мисија УНу ДР Конго
Ова мисија је основана новембра 1999. Повеље ОУН (Поглавље VI и VII). Посебном Резолуцијом СБ УН број 1279. од 7. марта 2003. дата је сагласност да у Мировној мисији УН MONUC у ДР Конго учествује и Војска Србије, са једним санитетским тимом за евакуацију ваздушним путем. Тим за ваздушну медицинску евакуацију (АМЕТ), који се у мисији УН MONUC мења на сваких 6 месеци, базира у објектима MONUC-а у Киншаси (ДР Конго). У свом саставу има два лекара и четири медицинска техничара, који образују два подтима за санитетску евакуацију ваздушним путем. Тренутно (2010) се у мисији налази петнаести тим (АМЕТ-15).
Први шесточлани санитетски тим ("AMET-1) који је у ДР Конго боравио у 2003. био је мешовитог састав, састављен од припадника из више војносанитетских установа. У саставу тима су били;
- Милојевић др Владимир из Војномедицинске академије Београд
- Костић др Милибор из Вономедицинског центра Београд
- Банковић Александар из Вономедицинског центра Земун[
- Личанин Власта из Војномедицинске академије Београд
- Вуковић Јасмина из Војномедицинске академије Београд
- Ђурић Дара из Војномедицинског центра Ниш

Овај санитетски тим, својим радом оправдао је указано поврење, припадницима санитетске службе (у то време Војске Србије и Црне Горе), за учешће у мировним мисијама УН што је утрло пут наредним санитетским тимовима.
Шесточлани тим упућен у ДР Конго 2003. образован искључиво од припадника само из једне војносанитетске установе био је из Војне болнице Ниш и састојао се од;
- 1 специјалисте ортопедске хирургије (руководилац тима),
- 1 специјалисте превентивне медицине (микробиолога)
- 1 медицинског техничара - анестетичар
- 1 медицинског техничара - инструментар
- 2 медицинска техничара - опшег смера

### Мировна мисија УНу Чаду
Резолуцијом 1778 УН, од 25. септембра 2007. одобрено је размештање међународних снага УН и ЕУ у источном Чаду и североисточном делу Централноафричке републике. У том тренутку ЕУ је имала капацитете да брже распореди своје борбене снаге, чиме су УН добиле на времену за припрему своје војне операције. Од 21. фебруара 2008. започет је процес распоређивања снага ЕУ на терену, а 15. марта су започете и прве оперативне активности. Војни део мисије имао је око 3.700 припадника из 25 европских земаља са око 350 војника и полицајаца.
Војне трупе на терену обезбедило је деветнаест земаља, од чега три земље које нису чланице ЕУ, Албанија са шездесетак војника, Русија са 120 војника и четири хеликоптера, (што је прво учешће ове земље у операцијама ЕУ) и и Србија са петнаест припадника), чији је задатак био да врше извиђање и прикупљање података за потребе снага ЕУФОР.
С обзиром на то да је мандат ЕУФОР-а истицао, као и због хуманитарних проблема, 24. септембра 2008. године СБ УН усваја нову Резолуцију 1834, којом је продужен мандат мисија УН и ЕУ до 15. марта 2009, и обезбеђен пренос овлашћења на MINURCAT. Мисија MINURCAT је изразито мултинационалног карактера. У војном делу мисије учествује 36 земаља, a у саставу норвешког контингента, налазе се и припадници Војске Србије. Одлуку о учешћу професионалних припадника Војске Србије у мировној операцији УН - MINURCAT, Влада Републике Србије усвојила је на заседању 7. маја 2009, када је одлучено је да се у мисију (у саставу норвешког контингента) пошаље шесточлани тим санитетске службе ВС.
| „ | Услед оспоравања опозиције и њеног противљења овој мисији, потврда о учешћу уследила је тек 9. јуна, на седмом ванредном заседању Народне скупштине. Опозиција се успротивила том предлогу, тврдећи да се тиме доводи у питање прокламована војна неутралност Србије. Као спорно наведено је и учешће српских војника у норвешком контингенту, имајући у виду да је реч о чланици НАТО-а која је признала независност јужне српске покрајине. Владајућа коалиција одбацила је ове тврдње, наводећи да и неутралне државе активно учествују у међународним мировним мисијама које доприносе унапређењу угледа оружаних снага и спољнополитичког кредибилитета земље. | ” |

У склопу договора за учешће припадника ВС у норвешком контингенту, Норвешка је донирала Србији лаку пољску болницу у вредности од око милион долара, а за српске санитетске тимове одржани су многобројни курсеви и тренинзи.
Српски санитетски тим МО и ВС упућен је у Чад 23. јуна 2009.. Први тим, који је боравио у Чаду до краја октобра 2009. био је састављен од хирурга, анестезиолога, ортопеда и медицинских сестара, о боравио је у Чаду до краја октобра 2009. када их смењује нови тим који је остао у Чаду до маја 2010, следи нови тим и тако све до краја мандата одобреног од Народне скупштине.
Наредну ротацију чинило је двадесетједночлани тим стручњака ВС, такође из војно-медицинских установа, који су завршили обуку у Норвешкој у трајању од шест недеља. Осим медицинског особља, у тој ротацији су и четири штабна официра. Сву опрему припадника ВС за боравак и рад у Чаду обезбедила је норвешка војска.
У мултинационалној операцији MINURCAT Војска Србије је учествовала са укупно три ротације. У прве две ротације тимови Министарства одбране и Војске Србије били су у саставу норвешког контингента, док је трећа ротација била ангажована самостално у оквиру пољске болнице Уједињених нација I+ нивоа.
Учешће у мисији је завршено 14. децембра 2010. године. У све три ротације укупно је учешствовао 41 припадника МО и ВС.

### 
Мултинационална операција Европске уније EUTM Somalia у Уганди је војна операција Европске уније. Операција је успостављена 07. априла 2010. године, у циљу подршке у јачању државних институција Сомалије. Ова операција се реализује у оквиру свеобухватног ангажовања ЕУ на помоћи сомалијском становништву и стабилизовању државних институција Сомалије.
Операција се реализује кроз обуку снага безбедности Сомалије у Уганди, у сарадњи са Мисијом Афричке уније у Сомалији (AMISOM).
Министарство војске Република Србије отпочело је учешће у EUTM Somalia у Уганди најпре упућивањем др Славише Ћирића, начелника Одељења за инфективне болести Војне болнице у Нишу, на дужност шефа Санитетске службе у мисији „EUTM Somalia“, 25. априла 2012. Ћирић је на овој дужности у Уганди провео шест месеци.
Дана 27. априла 2013. године, ВС проширила је своје учешће у EUTM Somalia упућивањем санитетског тима састава 1 лекар и 3 медицинска техничара. Први четворочлани санитетски тим (ROLE-1 EUTM Somalia) састављен од припадника из више војносанитетских установа ВС чинили су:
- мајор Младеновић др Јован из Војномедицинске академије Београд
- заставник Младеновић Слађан из ОЗЗ Сремска Митровица КоВ
- старији водник прве класе Стаменковић Владица из Војне болнице Ниш, и
- старији водник Авгуштин Саша из ОЗЗ Бачка Топола КоВ

Санитетски тим, својим радом оправдао је  поверење и добио прве медаље ЕУ у Сомалији. Командант мисије бригадни генерала Ахернеа више пута је тим похвалио за успешно започету мисију ЕУТМ у Сомалији у Могадишу, и одличан стручни рад током шестомесечног мандата тима у мисији.
Припадници МО и ВС у овој мисији биће ангажовани у наредном периоду у складу са динамиком ротација у мултинационалној операцији.

### Мултинационална операција Европске уније EUFOR RCA
Мултинационална операција ЕУ у Централноафричкој Републици (EUFOR RCA) је војна операција Европске уније, успостављена на основу Резолуције Савета безбедности УН 2134 (2014) од 28. јануара 2014. године.
EUFOR RCA је остварила пуну оперативну способност 15. јуна 2014. године.
На основу позива Европске уније, Војска Србије почела своје учешће у EUFOR RCA 23. септембра 2014. године ангажовањем шесточланог медицинског тима.
Мисија је окончана у марту 2015. године.

## Актуелне Међународне санитетске мисије МО и Војске Србије
Тренутно (2013) у оквиру Међународних санитетских мисија УН, ангажован је,
- У Мултинационалној операцији УН у ДР Конго (MONUSCO), са мандатом од 6 месеци, један санитетски тим - (АМЕТ), састављена од лекара и медицинскох техничара (официра, подофицира и цивилних лица), коме је придодат штабни официр и штабни подофицир подофицир, сви из састава МО и ВС. АМЕТ-21, који се тренутно нлази на задатку, у свом саставу има два лекара и четири медицинска техничара, који образују два подтима за санитетску евакуацију ваздушним путем са базирањем у Киншаси и Гоми.
- У Мултинационална операција Европске уније у Уганди (EUTM Somalia), са мандатом од 6 месеци, шеф санитетске службе у мисији и један санитетски тим састављена од лекара и медицинскох техничара (официра, подофицира и цивилних лица), сви из састава МО и ВС. EUTM Somalia, тренутно се налази на задатку у Могадишу, у свом саставу има два лекара и три медицинска техничара.

Бројчани и стручни састав људства у оба тима приказан је у доњој табели,
| Мисија                  | Број лица | Категорија                                                                 | Задатак | |
| ----------------------- | --------- | -------------------------------------------------------------------------- | --- | --- |
| ДР КОНГО - MONUSCO      | 8         | - 2 лекара-официра и - 4 мед. техничара - 2 штабна група                   | Мултинационална операција УН у ДР Конго (MONUSCO) успостављена је новембра 1999. године, у складу с поглављима VI и VII Повеље ОУН, а на основу Резолуције Савета безбедности УН број 1279. од 7. марта 2003. године. Војска Србије у MONUSCO учествује од 07. марта 2003. године са једним санитетским тимом за евакуацију ваздушним путем (АМЕТ), a од 29. јула 2010. године контингент је увећан за два припадника штабне групе. АМЕТ у свом саставу има два лекара и четири медицинска техничара који образују два подтима за санитетску евакуацију ваздушним путем и базирани су у Киншаси | - мајор Владимир Богдановић, штабни официр, Киншаса - потпуковник Предраг Костратовић, вођа АМЕТ-21, Киншаса - поручник Наташа Стошић, члан АМЕТ-21, Киншаса - старији водник Бобан Каличанин, члан АМЕТ-21, Киншаса - заставник Саша Милосављевић, штабни подофицир, Гома - старији водник Милош Ђокић, члан АМЕТ-21, Киншаса - војни службеник Виолета Зечевић, члан АМЕТ-21, Киншаса - војни службеник Јована Гњатовић, члан АМЕТ-21, Гома |
| СОМАЛИЈА - EUТМ Somalia | 5         | - 1 штабни официр, лекар - 1 лекар-официр, - 3 мед. техничара, подофицира. | Мултинационална операција ЕУ (EUTM Somalia) је војна операција Европске уније, успостављена 7. априла 2010. године ради подршке у јачању државних институција Сомалије. Ова операција реализује се у оквиру свеобухватног ангажовања ЕУ на помоћи сомалијском становништву и стабилизовању државних институција Сомалије. Операција се реализује кроз обуку снага безбедности Сомалије, у сарадњи са Мисијом Афричке уније у Сомалији (AMISOM). Војска Србије отпочела је учешће у EUTM Somalia упућивањем официра санитетске специјалности на дужност шефа санитетске службе у мисији, 25. априла 2012. године. Од 27. априла 2013. године Војска Србије проширила је своје учешће упућивањем санитетског тима, састава један лекар и три медицинска техничара. - Шеф санитетске службе у мисији (Кампала) - Санитетски тим ROLE-1 (Могадиш) | - потпуковник Горан Милојковић, шеф санитетске службе у мисији, Кампала - потпуковник Драган Коруга, вођа санитетског тима, Могадиш - заставник Александар Николић члан санитетског тима, Могадиш - војни службеник Момчило Терзић, члан санитетског тима, Могадиш - ск Срђан Вукајловић, члан санитетског тима, Могадиш |

## Прве жртве
Прва жртва која која се заразила маларијом током учешћа у мировним мисијама и од ње умрла  27. јула 2015. године, била је Оливера Јовановић, лекарка Војномедицинске академије, која је била ангажована у првом ротирајућем тиму мировне мисије Уједињених нација  у Централноафричкој Републици. Докторка Оливера Јовановић, лекар специјалиста радиологије, била је пре одласка у мисију запослена у Институту за радиологију Војномедицинске академије, а у Министарству одбране радила је од 1995. године. Јовановићева је за учешће у мисији заједно са осталим колегама одликована медаљом за службу у УН.